# MRGPRG
MRGPRG (ili MAS-sličan G-protein spregnuti receptor, član G) je ljudski gen (i asocirani protein), koji je orfan G protein spregnuti receptor.

## Literatura
1. ↑  Vassilatis DK, Hohmann JG, Zeng H, Li F, Ranchalis JE, Mortrud MT, Brown A, Rodriguez SS, Weller JR, Wright AC, Bergmann JE, Gaitanaris GA (2003). „The G protein-coupled receptor repertoires of human and mouse”. Proc. Natl. Acad. Sci. U.S.A. 100 (8): 4903—8. PMC 153653 . PMID 12679517. doi:10.1073/pnas.0230374100.